# Lukács László (énekes)
Lukács László (Debrecen, 1968. február 19. –) a Tankcsapda együttes alapítója és énekese.

## Zenei pályafutása
Több évnyi lakótelepi közös bulizás után két barátjával, Buzsik Györggyel és Tóth „Labi” Laboncz Attilával 1989 elején elhatározták, hogy közös zenekart alapítanak. A kezdeti szárnypróbálgatások után végül is 1989. október 14-én született meg hivatalosan a zenekar, mikor az Auróra előzenekaraként a nyáron kitalált Tankcsapda néven lépett fel az együttes.
A zenekarban kezdetben Lukács volt a szólógitáros, és (néhány feldolgozástól eltekintve) minden dal szövegét ő írta. Labi 1992-es kiválásakor lett a zenekar tagja Molnár "Cseresznye" Levente, így Lukács "örökölte" a basszusgitárt. Több interjúban hangsúlyozta, hogy nem tartja magát igazi, képzett zenésznek, inkább afféle "énekmondó", aki basszusozik, mert a zenekarnak arra van szüksége.
Lukács lelkes ejtőernyős, a repülés mint téma több dalában is megjelenik. A DVSC futballcsapatának egyik legismertebb rajongója, a Loki indulójának szövegét Lukács, zenéjét a Tankcsapda szerezte.

## Együttesei
- Vörös Kakas (1985–1989) – alapító, basszusgitár, ének
- PG Csoport (1986–1990) – basszusgitár, ének
- Tankcsapda (1989 óta) – alapító, basszusgitár, ének

## Diszkográfia
Tankcsapda
Közreműködések
- Necropsia – Mélység (1995), producer
- Hobo Blues Band – Vadaskert (1996), ének
- Black-Out – Spirálgeneráció (koncertalbum, 2004), ének

## Díjai
- 2003 – eMeRTon-díj – Az év szövegírója
- 2004 – Artisjus-díj
- 2018 – Petőfi Zenei Díj – Az év férfi előadója